# Placidochromis
Placidochromis là một chi cichlids là đặc hữu của hồ Malawi ở miền đông châu Phi. Phần lớn loài trong chi này sống ở các vùng cát của hồ.

## Các loài
Chi này hiện có 43 loài:
| - Placidochromis acuticeps Hanssens, 2004 - Placidochromis acutirostris Hanssens, 2004 - Placidochromis argyrogaster Hanssens, 2004 - Placidochromis boops Hanssens, 2004 - Placidochromis borealis Hanssens, 2004 - Placidochromis chilolae Hanssens, 2004 - Placidochromis communis Hanssens, 2004 - Placidochromis domirae Hanssens, 2004 - Placidochromis ecclesi Hanssens, 2004 - Placidochromis electra – Deepwater Hap - Placidochromis elongatus Hanssens, 2004 - Placidochromis fuscus Hanssens, 2004 - Placidochromis hennydaviesae - Placidochromis intermedius Hanssens, 2004 - Placidochromis johnstoni - Placidochromis koningsi Hanssens, 2004 - Placidochromis lineatus Hanssens, 2004 - Placidochromis longimanus - Placidochromis longirostris Hanssens, 2004 - Placidochromis longus Hanssens, 2004 - Placidochromis lukomae Hanssens, 2004 - Placidochromis macroceps Hanssens, 2004 | - Placidochromis macrognathus Hanssens, 2004 - Placidochromis mbunoides Hanssens, 2004 - Placidochromis milomo – Super VC-10 Hap - Placidochromis minor Hanssens, 2004 - Placidochromis minutus Hanssens, 2004 - Placidochromis msakae Hanssens, 2004 - Placidochromis nigribarbis Hanssens, 2004 - Placidochromis nkhatae Hanssens, 2004 - Placidochromis nkhotakotae Hanssens, 2004 - Placidochromis obscurus Hanssens, 2004 - Placidochromis ordinarius Hanssens, 2004 - Placidochromis orthognathus Hanssens, 2004 - Placidochromis pallidus Hanssens, 2004 - Placidochromis phenochilus - Placidochromis platyrhynchos Hanssens, 2004 - Placidochromis polli - Placidochromis rotundifrons Hanssens, 2004 - Placidochromis subocularis - Placidochromis trewavasae Hanssens, 2004 - Placidochromis turneri Hanssens, 2004 - Placidochromis vulgaris Hanssens, 2004 |